# Motor em H
Animação.
Motor em H é um motor em que os cilindros estão dispostos de tal maneira que quando visto de frente, tem a aparência de uma letra H deitada.
Um motor em H pode ser entendido como sendo uma unidade formada por dois motores boxer, sobrepostos. Os "dois motores" tem cada um o seu próprio virabrequim, que são ligados por engrenagens, de modo a trabalharem sincronizadamente. O fato de ter dois virabrequins contribui para que este tipo de motor tenha uma relação peso-potência pior do que outras configurações mais simples de motores. A maior vantagem da configuração em H é permitir a construção de motores curtos com mais de doze cilindros. Isso é especialmente importante na construção de aviões, onde o seu tamanho compacto permite uma melhor aerodinâmica. Outros benefícios de um motor H são a capacidade de compartilhar peças comuns com o motor boxer no qual ele se baseia, e o bom equilíbrio do motor que resulta em menos vibração (o que é difícil de conseguir em muitos outros tipos de motores de quatro cilindros).
Motores com esta configuração foram usados na Fórmula 1 pela equipe BRM em 1966 e 1967. A motocicleta Brough Superior 1000cc Golden Dream apresentada no ano de 1938 usava motor H-4, mas poucas unidades foram de fato produzidas, no ano de 1939. Para uso aeronáutico foram produzidos motores em H de 16 e de 24 cilindros.
Os motores denominados H-4 e H-6, produzidos pela Subaru são na realidade motores boxer.